# Cordillera de Guanacaste
La cordillera de Guanacaste es un sistema montañoso compuesto por una serie de edificios volcánicos ubicados en el noroeste de Costa Rica. Se extiende por 70 km de largo en dirección noroeste-sureste, separando las provincias de Guanacaste y Alajuela, desde el cerro de La Hacha y el volcán Orosí, cerca de la frontera con Nicaragua, hasta la depresión del volcán Arenal. Predominan las cumbres entre 500 y 1000 m s. n. m. Entre las montañas más prominentes de la cordillera están, de noroeste a sureste, los volcanes Orosí (1440 m s. n. m.), Rincón de la Vieja (1895 mnsm), Miravalles (2028 m s. n. m., cumbre más alta), Tenorio (1916 m s. n. m.), Arenal (1670 m s. n. m.) y Chato (1140 m s. n. m.).
Su origen es orogénico. Es una de las cadenas montañosas más antiguas de Costa Rica, remontándose hasta finales del Pleistoceno del periodo Terciario del Cenozoico. Se encuentra dividida en dos secciones: la Cordillera Volcánica de Guanacaste y la Cordillera o Sierra Minera de Tilarán. La cordillera posee importante actividad volcánica tanto primaria como secundaria. De sus laderas nacen ríos importantes como el río Tempisque, la segunda cuenca del país, el río Celeste y el río Frío.
Está cubierta por bosques densos de gran biodiversidad, con varias zonas de vida, razón por la cual varios sectores de la cordillera se encuentra protegidos dentro de parques nacionales, como el Área de Conservación Guanacaste y el parque nacional Volcán Arenal. Posee importancia económica por el turismo, la producción de energía eléctrica tanto hidroeléctrica (represa del embalse Arenal) como de fuentes alternativas (energía geotérmica en Miravalles y eólica en Tilarán), así como actividades agropecuarias y mineras.

## División geográfica
Se divide en dos secciones:
- La Cordillera Volcánica, formada por una serie de edificios volcánicos que comienzan con el volcán Orosí y termina con el volcán Arenal.

- La Sierra Minera de Tilarán, ubicada entre las depresiones del Arenal y Tapezco. En esta se encuentran el volcán Chato y el volcán Arenal, que forman una unidad de relieve *independiente*

## Geología
El proceso de formación geológica de la cordillera de Guanacaste se extendió desde hace unos 8 millones de años hasta hace medio millón de años. Desde hace 1 millón de años aproximadamente, la cordillera muestra las características por las que se le conoce actualmente. La formación de la cordillera tuvo una primera fase constructiva seguida de un periodo de calma, luego de lo cual inició una nueva actividad volcánica hace medio millón de años, iniciándose la construcción más reciente de los volcanes.
Los volcanes de la cordillera de Guanacaste están formados por la superposición de coladas de lava y productos explosivos. Algunos de ellos contienen diques (fracturas rellenas de lava) y depósitos fluvio-volcánicos. En los volcanes Cacao, Rincón de la Vieja, Miravalles y Tenorio se encuentran estructuras caldéricas y volcanotectónicas. Hacia el suroeste del volcán Rincón de la Vieja existe un campo de domos dacíticos de 1.5 a millones de años de antigüedad.
Al pie de los volcanes, extendiéndose hacia el océano Pacífico, hay extensas plataformas de rocas volcánicas, constituidas por depósitos de ignimbritas: piedra pómez, cenizas, fragmentos de lava y cristales con diferentes grados de compactación. Estas plataformas se extienden desde Nicaragua hasta la localidad de Cañas, pasando por Liberia. Precisamente, la denominación de esta ciudad como "ciudad blanca" se debe a la abundancia de rocas con piedra pómez e ignimbrita. Las calderas son producto de la destrucción de los volcanes por erupciones cataclísmicas que han generado núcleos ardientes rasantes, generando grandes depresiones de forma más o menos circular.

## Conos volcánicos
La cordillera está formada por estratovolcanes complejos, y por lo común, están asociados en parejas de conos gemelos o hermanos, con orientación noroeste-sureste y noreste y suroeste, regidos por controles estructurales. Los conos actuales se encuentran poco erosionados, sobreimpuestos a los restos de los protovolcanes predecesores, y se encuentran en su último periodo eruptivo. De los volcanes de la cordillera de Guanacaste, el volcán Rincón de la Vieja es el único en presentar actividad eruptiva y fumarólica en la actualidad. Los demás volcanes, a excepción del Orosí, presentan actividad secundaria: fumarolas, solfataras, volcancitos de lodo y fuentes termales.
Los aparatos volcánicos que conforman la cordillera de Guanacaste se distribuyen de noroeste a sureste en el siguiente orden:

### Cordillera volcánica de Guanacaste

#### Cerro El Hacha
El cerro El Hacha (617 m s. n. m.) es un antiguo cono erosionado, localizado en las cercanías del volcán Orosí, al suroeste de la población de La Cruz, cerca de la frontera con Nicaragua. Está formado por andesitas piroxénicas. Se encuentra cubierto por un bosque tropical seco de aproximadamente 200 ha, protegido dentro del parque nacional Guanacaste. A pesar del clima seco y la poca precipitación, en el área hay nacientes de agua. En el cerro pueden encontrarse especies de árboles madederos como cenízaro, caoba, ron ron, laurel, pochote, guapinol, encino y cristóbal, además de otras especies como roble de sabana, guácimo, guanacaste, cedro, madroño, chaperno, papagayo y guachipielín de hasta 450 años de edad.

#### Conjunto volcánico Orosí-Cacao

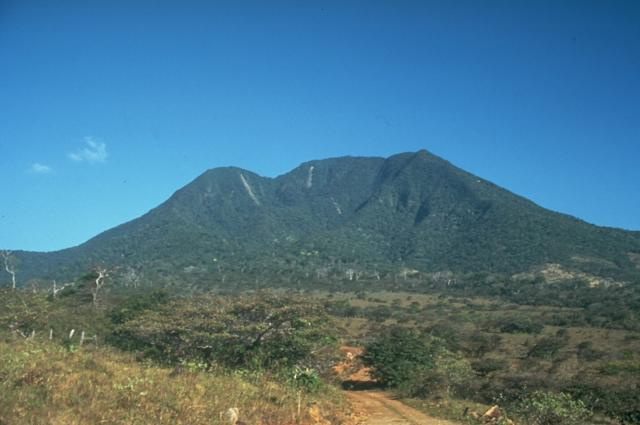
Volcán Orosí-Cacao.

Este complejo es un sistema de estratovolcanes adosados compuesto por el volcán Orosí (1440 m s. n. m.), volcán Orosilito (1200 m s. n. m.), volcán Pedregal (1100 m s. n. m.), volcán Cacao (1659 m s. n. m.) y otro volcán sin nombre al este del complejo Orosí-Pedregal. Petrográficamente, está compuesto por andesitas, andesitas basálticas y basaltos con olivino de entre 600 000 y 400 000 años de antigüedad. No ha mostrado actividad eruptiva al menos desde la época precolombina, y es el único de los volcanes de la cordillera que no posee actividad secundaria. También está cubierto de bosque seco y forma parte del parque nacional Guanacaste. La zona protegida posee diversos ecosistemas que albergan al menos 5000 especies de mariposas, 2000 de las cuales no han sido todavía descritas, además de 1500 variedades de plantas, 300 especies de pájaros y 140 especies de mamíferos. De las faldas del volcán Orosí nace el río Tempisque, la fuente de agua dulce más importante de Guanacaste y la segunda cuenca hidrográfica de Costa Rica. En sus faldas existen varios sitios arqueológicos que datan por lo menos del 300 a. C., y se han encontrado cientos de petroglifos pertenecientes a las culturas precolombinas de Costa Rica. Las tierras aledañas al volcán Orosí han sido utilizadas para labores agrícolas y ganaderas, y actividades relacionadas con la práctica del ecoturismo.

#### Complejo volcánico Rincón de la Vieja

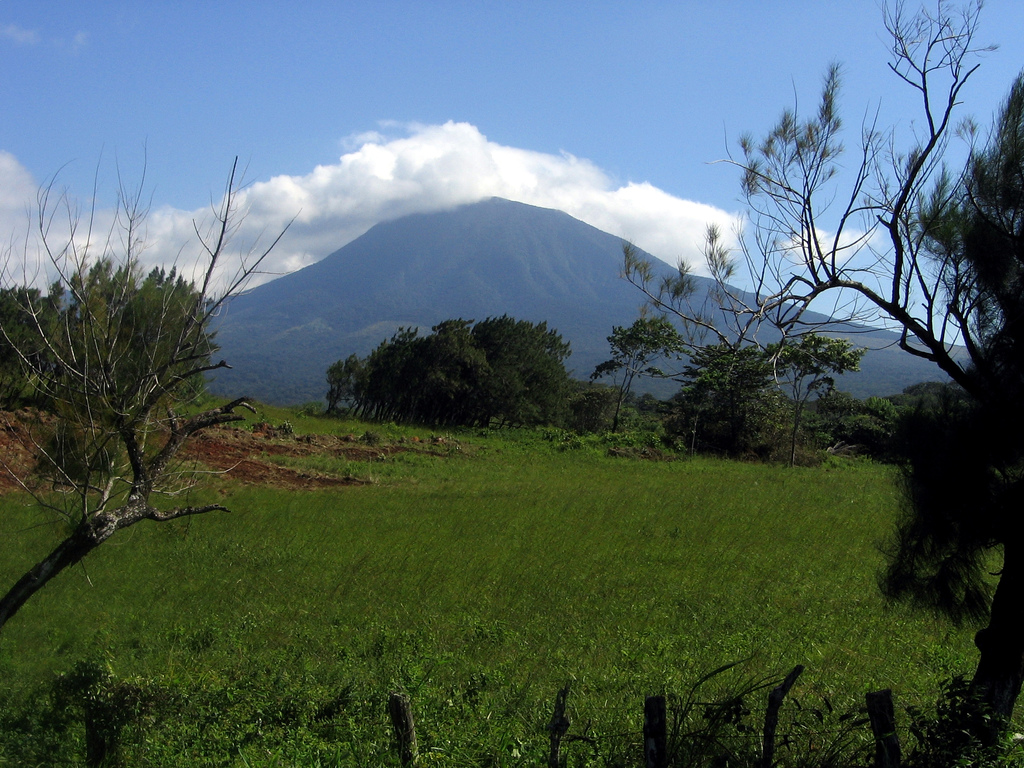
Volcán Rincón de la Vieja.

El volcán Rincón de la Vieja (1895 m s. n. m.) es un estratovolcán complejo muy activo, con frecuentes erupciones de tipo freático y presencia de actividad secundaria caracterizada por fumarolas, solfataras, volcancitos de barro y fuentes termales, los cuales se utilizan en producción de energía geotérmica. Posee nueve focos cratéricos ubicados de noroeste a sureste, de los cuales el #4 corresponde al cráter principal activo, que aloja una laguna caliente ácida. El cráter #7 es el cono gemelo del Rincón de la Vieja y se conoce como volcán Santa María (1916 m s. n. m.), la máxima cumbre del complejo. Las piedras volcánicas más recientes (300 000 años) son principalmente andesitas y piroclastos, escasas andesitas basálticas y dacitas. El parque nacional Rincón de la Vieja, el más visitado del Área de Conservación Guanacaste, alberga cuatro zonas de vida: encinar mixto, bosque residual, bosque premontano muy húmedo y bosque pluvial montano bajo. Cuenta con gran riqueza de especies arbóreas, además de la población silvestre de guaria morada más grande del país, la flor nacional de Costa Rica. Habitan al menos 300 especies de aves y abundan los mamíferos incluyendo especies grandes como la danta, el jaguar y el puma. Del macizo del Rincón de la Vieja nacen al menos 30 ríos.

#### Domos de Cañas Dulces
Se encuentran ubicados entre las faldas del volcán Rincón de la Vieja al noreste y los pueblos de Cañas Dulces y Curubandé al suroeste, en el cantón de Liberia. Son domos extrusivos erosionados de poca altitud: cerros Cañas Dulces (655 mnsm), Fortuna (479 m s. n. m.), Góngora (768 m s. n. m.), San Roque (545 m s. n. m.), Las Mesas (611 m s. n. m.) y Atravesado (319 m s. n. m.), algunos de ellos bien conservados o formados por coladas de lava. Poseen una historia geológica compleja y se han formado por la actividad eruptiva de un volcán prehistórico ya destruido sumado a la actividad eruptiva de los volcanes Rincón de la Vieja y Miravalles. En la zona se han encontrado vestigios de presencia aborigen de al menos 3000 años de antigüedad.

#### Volcán Miravalles

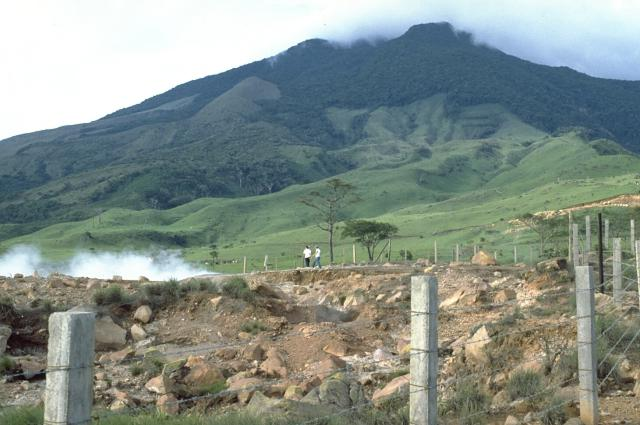
Volcán Miravalles.

El volcán Miravalles (2028 m s. n. m.) es la cumbre máxima de la cordillera de Guanacaste. Está localizado a 15 km de la ciudad de Bagaces. Posee seis focos volcánicos, cinco de ellos alineados de noreste a suroeste. Su cráter principal posee 600 m de diámetro. El volcán está circundado por una caldera de 200 km², llamada caldera de Miravalles o de Guayabo, producto al menos de tres colapsos paulatinos, de al menos un millón de años y de gran belleza escénica por el fuerte contraste entre la llanura y los conos volcánicos que la rodean. No ha mostrado actividad eruptiva en tiempos históricos, pero sí presenta actividad de tipo secundario, con presencia de solfataras, batideros de lodo y fuentes termales, principalmente en el sitio conocido como Las Hornillas, lo que lo vuelve sitio de visitación turística. En el área de desarrolla el Proyecto Geotérmico Miravalles, el más importante del país, donde se han construido pozos para la generación de energía geotérmica de 26 megavatios (MW) de potencia. Este proyecto tuvo un costo de $64 millones, genera el 14% de la energía geotérmica del país, convirtiéndose en la segunda fuente de energía de Costa Rica luego de la generación hidroeléctrica. Las faldas del volcán muestran al menos 35 yacimientos arqueológicos, con datos de ocupación humana desde el periodo Arcaico. En épocas coloniales, los indígenas maléku creían que en este volcán habitaban sus dioses, los Tocu.

#### Cono Corobicí
Es un cono de piroclastos ubicado al sur del volcán Miravalles, sobre la margen derecha del río Corobicí. Presenta una altura de 150 m s. n. m., pero solamente se aprecian unos 30 m debido a la altitud del terreno circundante. El nombre Corobicí hace alusión a un pueblo nativo de la zona. También se le conoce como cerro Chopito o cerro Tierras Morenas. Tiene importancia económica pues es utilizado como cantera.

#### Volcán Tenorio

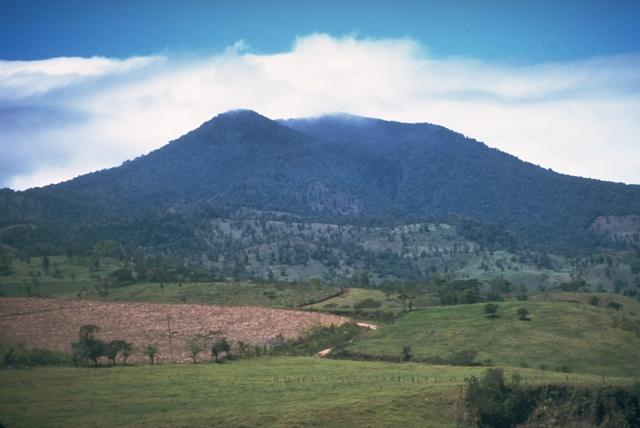
Volcán Tenorio.

El volcán Tenorio (1916 m s. n. m.) consiste en cuatro picos volcánicos y dos cráteres gemelos, uno de ellos llamado volcán Montezuma (1520 m s. n. m.). El cerro Olla de Carne (454 m s. n. m.) también es parte del complejo volcánico del Tenorio. Petrográficamente, las lavas del Tenorio están compuestas por andesita, andesita basáltica y basaltos. No ha presentado erupciones en tiempos históricos, pero es conocido por sus aguas termales (con temperaturas de hasta 94 °C) y pailas burbujeantes, así como la presencia de bolsas de gases sulfúricos dentro de cuevas y fumarolas. El área se encuentra protegida por el parque nacional Volcán Tenorio, que cuenta con grandes territorios de bosque virgen, dado que la intrusión humana ha sido relativamente poca. Esto ha permitido la conservación de hábitats naturales vitales para la preservación de especies en peligro de extinción, como el tepezcuintle, la danta y el puma. Desde sus faldas nacen dos importantes ríos: el río Frío y el río Celeste, este último importante destino turístico del país. A los pies del Tenorio se extienden grandes plantaciones de macadamia.

#### Cono Chopo
El cerro Chopo (402 m s. n. m.), también llamado Anunciación, Coronación o Asunción, es un volcán extinto ubicado a 6 km de la ciudad de Cañas. Se encuentra aislado del resto de la cordillera de Guanacaste. Está formado por material piroclástico con coladas de lava, con rocas de tipo basalto olivínico. La topografía a su alrededor es bastante plana, producto de depósitos de ignimbritas, lavas y aluviones. No posee aspectos de flora o fauna relevantes debido a su escasa altura con respecto al terreno circundante (200 m), salvo un pequeño parche de bosque seco. El cerro es utilizado como cantera y para producir asfalto y lastre para carreteras, y el terreno aledaño posee un intenso uso agropecuario.

### Sierra minera de Tilarán
Es un grupo de serranías con profundos valles y laderas de suave a fuerte pendiente, en la que se localizan varios conos volcánicos tanto antiguos como recientes. También se caracteriza por la presencia de varios lagos y pequeñas lagunas. La cordillera de Tilarán está constituida por roas volcánicas de entre 8 y 2 millones de años con cuerpos plutónicos de entre 5 y 4 millones de años. Sobresale la Formación Monteverde, una extensa plataforma de lavas andesíticas de entre 1 y 2 millones de años. La región posee una muy rica biodiversidad: 47% de la herpetofauna, 51% de la avifauna y 48% de los mamíferos de Costa Rica. En la zona se encuentra el Embalse Arenal, el más importante del país para la generación de energía hidroeléctrica. Las cumbres más importantes son los Montes del Aguacate y los volcanes Arenal y Chato.

#### Cerro Jilguero
El cerro Jilguero es un antiguo aparato volcánico de 1221 m s. n. m. ubicado a 8 km del volcán Tenorio, con un área aproximada de 70 km².

#### Laguna de Cote
La laguna de Cote o de Cóter (680 m s. n. m.) está ubicada al norte de la laguna del Arenal. Es una depresión más o menos circular con paredes moderadamente escarpadas y bordeadas por rocas volcánicas. Posee un diámetro de 1 km y una profundidad de 11 m. Se considera que es un antiguo cráter, ocupado por una laguna de origen pluvial, con agua de tinte aguamarino, rodeada de vegetación y de entornos utilizados parcialmente para la ganadería, lo que le da belleza escénica y la vuelve destino turístico. También se utiliza para la producción de energía hidroeléctrica.

#### Cerro La Mina
El cerro La Mina (340 m s. n. m.) es el resto de un antiguo foco eruptivo localizado a 1 km al noroeste de la comunidad de Venado. Sus lavas son andesitas afíricas. Su antigüedad es de 6.1 millones de años.

#### Volcán Arenal

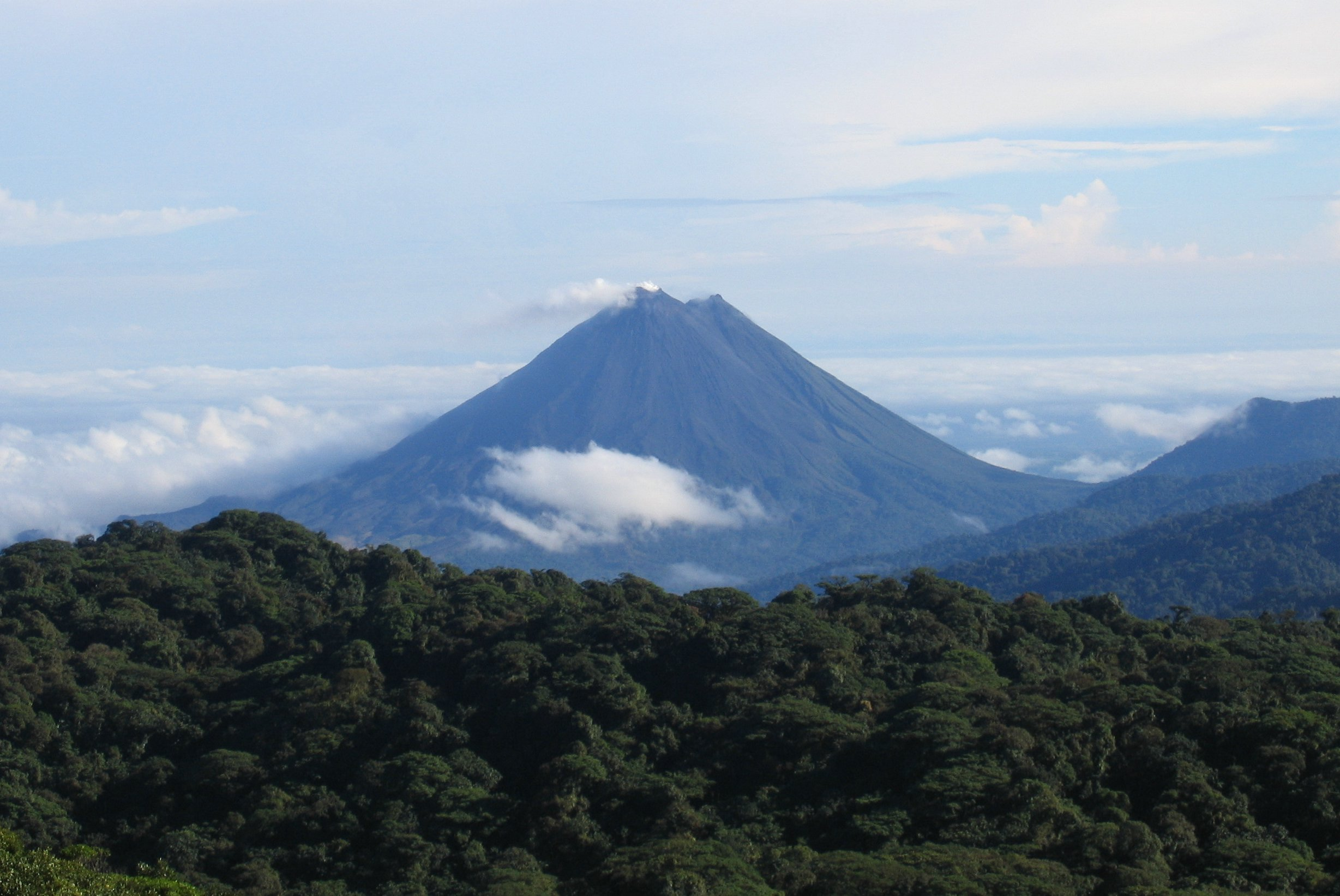
Volcán Arenal.

El volcán Arenal (1.670 m s. n. m.) es un imponente estratovolcán de forma cónica casi perfecta, ubicado a 7 km de la ciudad de La Fortuna, cantón de San Carlos. Es considerado una de las maravillas naturales de Costa Rica y uno de los símbolos del país. En 1968 inició un importante ciclo eruptivo, con erupciones de tipo pliniano, emisión de nubes ardientes, oleadas de flujos piroclásticos, lanzamiento de bloques y lava, que mató a 78 personas de las comunidades de Arenal y Pueblo Nuevo. La actividad incluyó erupciones estrombolianas y vulcanianas, flujos o coladas de lava y flujos piroclásticos. La espectacularidad de la lava al rojo vivo y la constancia de la actividad del Arenal, le han dado un lugar importante a nivel mundial en la comunidad tanto turística como científica. El ciclo eruptivo se prolongó hasta 2008 cuando el volcán entró en periodo de inactividad, con actividad fumarólica ocasional. La riqueza natural de la zona se halla protegida por el parque nacional Volcán Arenal. El Arenal posee una exuberante vegetación en las laderas noreste y sureste, habitada por abundante fauna, mientras que el flanco occidental posee un paisaje agreste producido por las nubes ardientes y los campos de lava. A sus pies se extiende el Complejo Hidroeléctrico del Arenal, que incluye el embalse del lago Arenal (87.8 km²), con un volumen total de 2416 millones de m³ de agua, el mayor del país. El Complejo posee tres plantas hidroeléctricas y una represa de 1012 m de longitud, 556 m de espesor máximo de base y 60 m de altura promedio. La actividad turística de la zona incluye fuentes termales, ecoturismo y turismo de aventura.

#### Volcán Chato

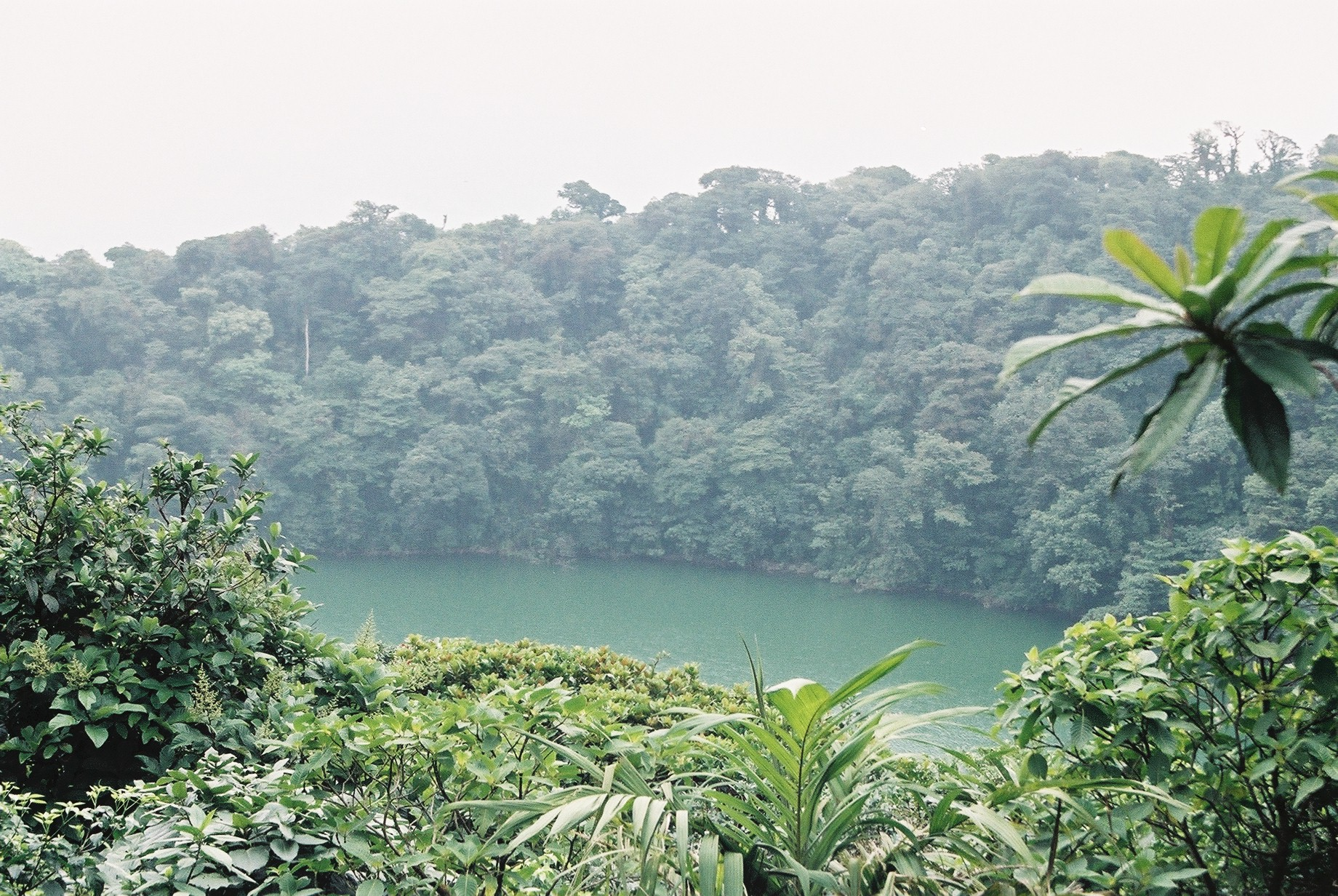
La laguna cratérica del volcán Chato.

El volcán Chato (1140 m s. n. m.) es el cono gemelo del volcán Arenal y se encuentra ubicado junto a él, al costado sureste. Se encuentra inactivo desde hace 3500 años. Su nombre se debe a su forma truncada, debido a que su cumbre fue destruida por diversas explosiones durante su formación. Su cráter de 500 a 550 m de diámetro aloja una laguna de forma oblonga de 250 m de diámetro y una profundidad de 18.8 m, a la que se puede acceder en una caminata de 1 hora. Alrededor del volcán hay selva virgen, potreros, pozas de agua limpia, cataratas y senderos, lo que atrae al turismo.

#### Cerros Los Perdidos, Laguna Pocosol y Caldera Criques
Los cerros Los Perdidos (1019, 1330 y 1370 m s. n. m.) se ubican 7 km al suroeste de La Fortuna de San Carlos. Es un grupo de relictos volcánicos circundados por una estructura cratéria. Están formados por un vulcanismo de unos 90 000 años de antigüedad, predecesor del volcán Chato.
La laguna Pocosol (789 m s. n. m.) se localiza en las cercanías de San Miguel de La Tigra, San Carlos. Posee algunas de color celeste secundario a la presencia de coloides de sílice. En sus proximidades hay presencia de batideros de lodo y aguas termales, en particular a lo largo del río Peñas Blancas. También hay manifestaciones de azufre. En las cercanías, hay algunos sitios arqueológicos precolombinos. La zona presenta una topografía abrupta, con valles profundos de fuerte pendiente. Se considera que la laguna es un antiguo cráter de explosión.
La caldera Criques es una depresión volcánicas en forma de semi-herradura, abierta hacia el norte, de 2.5 km de diámetro, ubicada a 1.5 km de La Tigra de San Carlos. En su interior se encuentra la comunidad de Los Criques. Se trata de un antiguo volcán de 539 m s. n. m.

## Clima
Es divisoria de aguas de la parte nororiental del país, separando la provincia de Guanacaste de las llanuras de la región norte, por lo que contribuye a establecer los climas de estas regiones, al detener los vientos alisios: seco hacia el oeste y más lluvioso hacia el Caribe. Sus montañas son en general de baja altitud, en la que destacan como puntos culminantes el volcán Tenorio (1.440 m), el cerro Montezuma, el de la Garganta y el volcán Miravalles (2.028 m). La mayoría de los conos volcánicos están inactivos, exceptuando el volcán Rincón de la Vieja. En la cordillera nacen ríos que vierten sus aguas hacia el mar Caribe (Guacalito y Zapote) y hacia el océano Pacífico (Liberia, Blanco, Colorado, Ahogados, Tempisque, Tenorio, Martirio, Corobicí y San Lorenzo).
Clima en su falda occidental
El clima en su falda occidental que abarca desde las faldas del volcán orosí hasta monteverde se podría catalogar como templado con una temperatura media anual de 21⁰C y una precipitacion media anual de 2462mm

## Economía
La cordillera volcánica de Guanacaste posee gran importancia económica para el país. Los volcanes activos, como el Rincón de la Vieja y el Arenal, son fuente de atracción ecoturística. Aproximadamente, unos 70 000 turistas visitan anualmente los volcanes guanacastecos, dada su belleza paisajística, las cumbres tapizadas de selva tropical, la presencia de balnearios de aguas termales y la biodiversidad. Alberga áreas de gran valor ecológico, lo que ha determinado la creación de diversos parques nacionales, como el parque nacional Rincón de la Vieja, el parque nacional Volcán Arenal, el parque nacional Guanacaste, el parque nacional Volcán Tenorio y el parque nacional Miravalles-Jorge Manuel Dengo. La Caldera Volcánica Guayabo, en el volcán Miravalles, favorece la explotación de energía geotérmica (se encuentran en explotación las de Los Hornillos y Las Palmas). Además en las faldas del Volcán Rincón de la Vieja en el cantón de Liberia, se produce energía geotérmica en los centros de generación Las Pailas I y II, Borinquen I y II.

## Reserva forestal
El 25 de febrero de 1976 se estableció la Reserva Forestal Cordillera Volcánica de Guanacaste.